# Upallo Arkhale
Upallo Arkhale (en népalais : उपल्लो अर्खला) est un comité de développement villageois du Népal situé dans le district de Nawalparasi. Au recensement de 2011, il comptait 4 118 habitants.